# Dominik Stuckmann
Dominik Stuckmann (* 21. Januar 1992 in Frankfurt am Main) ist ein deutscher Reality-TV-Darsteller und Unternehmer. Er war von Januar bis März 2022 der Protagonist der Dating-Show Der Bachelor auf RTL.

## Leben
Dominik Stuckmann, dessen Eltern sich trennten, als er zwölf Jahre alt war, wuchs in Neu-Isenburg auf. Er besuchte eine Elite-Sportschule, wo er Tischtennis auf Leistungsniveau betrieb und sein Abitur ablegte.
Nach dem Abitur studierte er Sportwissenschaften und Sportmanagement, entschied sich dann jedoch für eine Berufslaufbahn in der Wirtschaft. Stuckmann ist als IT-Spezialist sowie als Unternehmer tätig. Er berät und investiert in Start-up-Unternehmen und ist an Immobilienprojekten beteiligt. Er ist Gründer des Start-Up-Unternehmens MakeHealth, das aus einem Team von Sportwissenschaftlern, Ernährungswissenschaftlern und Physiotherapeuten besteht. Ziel des Unternehmens ist es, seine Kunden bei der Umsetzung eines betrieblichen Gesundheitsmanagements (BGM) zu unterstützen und die Mitarbeiter bei der Steigerung von Gesundheit, Motivation und Identifikation zu fördern.
Ab Januar 2022 war er der Protagonist der 12. Staffel der RTL-Dating-Show Der Bachelor. In den sozialen Netzwerken wurde Stuckmanns Auftreten nach der Auftaktfolge unterschiedlich bewertet. Vor Beginn der Show war Stuckmann sechs Jahre in einer Beziehung, die Anfang 2021 auseinanderging. Nach der Trennung nahm sich Stuckmann eine Auszeit und zog nach Gran Canaria auf die Finca seines Großvaters. Er arbeitet mittlerweile in Deutschland und auf Gran Canaria und pendelt zwischen seinen beiden Lebensmittelpunkten.
Im Finale der Bachelor-Show entschied Stuckmann sich für die gebürtige Rostockerin Anna Rossow, die als Angestellte im Öffentlichen Dienst tätig ist. Das Paar mietete im Frühjahr 2022 eine gemeinsame Wohnung in Frankfurt am Main an. Von März bis Mai 2022 ging Stuckmann auf eine Autogramm-Tour durch verschiedene Einkaufszentren in Deutschland. Im Oktober 2022 war Stuckmann in zwei Folgen der ARD-Fernsehserie Rote Rosen in einer Gastrolle als Influencer zu sehen. Ende 2022 wurde Stuckmann gemeinsam mit seiner Lebensgefährtin Anna Rossow als Markenbotschafter des Modeunternehmens Bruno Banani verpflichtet.
2023 war er Teilnehmer bei Promi Big Brother.
Zu Stuckmanns Hobbys gehören Sportarten wie Tischtennis, Fußball und Angeln. Sein Instagram-Profil legte Stuckmann erst kurz vor Bekanntwerden seiner Teilnahme an der Dating-Show Der Bachelor im Dezember 2021 an. Dort hat er mittlerweile (Stand: Dezember 2023) über 150.000 Follower.

## Fernsehsendungen
- 2022: Der Bachelor
- 2022: RTL Turmspringen
- 2022: Wer weiß denn sowas?
- 2022: ZDF-Fernsehgarten
- 2022: Die ultimative Chartshow
- 2022: Ninja Warrior Germany – Die stärkste Show Deutschlands – „Promi Special“
- 2022: Mein Mann kann
- 2022: Rote Rosen
- 2023: Ich bin ein Star – Die Stunde danach
- 2023: RTL Wasserspiele
- 2023: Promi Big Brother
- 2024: Splash! Das Promi-Pool-Quiz